# 吳世正
吳世正，台灣省基隆市出生，祖籍遼寧省義縣，國立政治大學政治系政治所畢業，美國紐約州立大學石溪分校管理及政策研究所畢業，曾在金門服預官役，擔任步兵排長。曾任中華電視台晨間新聞記者（1988）中國電視公司新聞記者兼主播（1993-1998）。現任臺北市議員，選區為內湖南港區，從1998年第八屆連任迄今第十四屆。

## 問政
2015年5月25日，吳世正就遠雄董事長趙藤雄一身酒氣事件質詢，遭柯文哲質疑：「現在是你選舉還沒結束！」
2018年6月7日，在議會質詢時任臺北農產總經理吳音寧：「妳（吳音寧）怎麼認識她（蔡英文）的？」，吳音寧脫口回答：「總統就是我們中華人民……」，遭吳世正揶揄：「啊？兩岸一家親喔。」，引起網友熱議。